# Somerset Gough-Calthorpe
Somerset Arthur Gough-Calthorpe, né le 23 décembre 1865 à Londres et mort le 27 juillet 1937 à Ryde (Île de Wight, Angleterre), parfois appelé Somerset Calthorpe, est un officier de la Royal Navy et un membre de la famille Gough-Calthorpe (en). Après avoir servi comme officier subalterne au cours de la quatrième guerre anglo-ashanti, il devient attaché naval observant les actions de la Marine impériale russe durant la guerre russo-japonaise, il commande ensuite un croiseur cuirassé puis un navire de guerre pendant les premières années du XXe siècle.
Pendant la Première Guerre mondiale, Gough-Calthorpe sert d'abord comme commandant de la 2e escadre de croiseurs de la Grand Fleet, puis devient Deuxième Lord de la Mer et après cela devient amiral commandant la garde côtière et les réserves. Dans les dernières années de la guerre, il sert comme commandant en chef de la Mediterranean Fleet, à ce titre, il signe l'armistice de Moudros au nom de tous les Alliés, par laquelle l'Empire ottoman reconnaît sa défaite et cesse les hostilités. L'occupation de Constantinople commence en novembre 1918, lorsque la flotte alliée conduit par le navire amiral HMS Superb de Gough-Calthorpe entre dans Constantinople.
Après la guerre, Gough-Calthorpe sert comme commissaire britannique dans l'Empire ottoman au cours d'une période d'instabilité politique considérable associé à la partition de l'Empire ottoman et à l'intervention alliée pendant la guerre civile russe.

## Carrière navale

### Début de carrière
Somerset Arthur Gough-Calthorpe est le fils de Somerset Gough-Calthorpe (7e baron Calthorpe) et d'Eliza Maria Gough-Calthorpe (née Chamier), il rejoint la Royal Navy en tant que cadet à bord du navire de formation HMS Britannia le 15 janvier 1878. Promu au grade de midshipman le 19 mars 1880, il est nommé à bord du croiseur cuirassé HMS Northampton (en), vaisseau amiral de la North America and West Indies Station plus tard dans l'année. Promu au grade de sous-lieutenant le 19 mars 1884, il rejoint la corvette HMS Rover (en) dans l'escadron d'entraînement en septembre 1885 et après une nouvelle promotion au grade de lieutenant le 19 mars 1886, il est transféré à bord du cuirassé HMS Colossus (en) en juin 1886. Après avoir fréquenté l'école de torpilleurs sur le navire-école HMS Vernon (en), il rejoint le personnel dirigeant en 1890 et est ensuite déployée à Hong Kong en août 1891 avant de rejoindre le personnel dirigeant du HMS Vernon en janvier 1894. Il devient officier de torpilles sur le croiseur HMS St George (en) dans la Cape of Good Hope and West Coast of Africa Station (en) en octobre 1894 et participe à la quatrième guerre anglo-ashanti au sein des brigades navales.
Promu au grade de commander le 1er janvier 1896, Gough-Calthorpe devient commandant en second à bord du croiseur cuirassé HMS Imperieuse (en), navire amiral de la Pacific Station, en mars 1896. Après une autre tournée à bord du HMS Vernon, il devient commandant de la canonnière-torpilleur (en) du HMS Halcyon (en) dans la Mediterranean Fleet en septembre 1900. Il devient ensuite le commandant du croiseur HMS Pandora (en) pendant les essais de l'hélice à Portsmouth en juillet 1901 et, après avoir été promu au grade de captain le 1er janvier 1902 et après avoir suivi un cours au Royal Naval College (en) de Greenwich, il devient attaché naval observant les actions de la Marine impériale russe durant la guerre russo-japonaise. En novembre 1905, il devient commandant du croiseur cuirassé HMS Roxburgh (en) et ensuite, ayant été nommé membre de l'ordre royal de Victoria le 25 septembre 1906, il devient commandant du cuirassé HMS Hindustan en décembre 1907. Il devient ensuite capitaine de la flotte pour la Home Fleet à bord du cuirassé HMS Dreadnought en décembre 1909. Il est élevé commandeur de l'ordre royal de Victoria le 2 août 1910. Promu au grade de rear admiral le 27 août 1911 et, ayant été nommé compagnon de l'ordre du Bain le 27 septembre 1912, il devient commandant en second de la 1re escadre à bord du cuirassé HMS St. Vincent en décembre 1912.

### Première Guerre mondiale

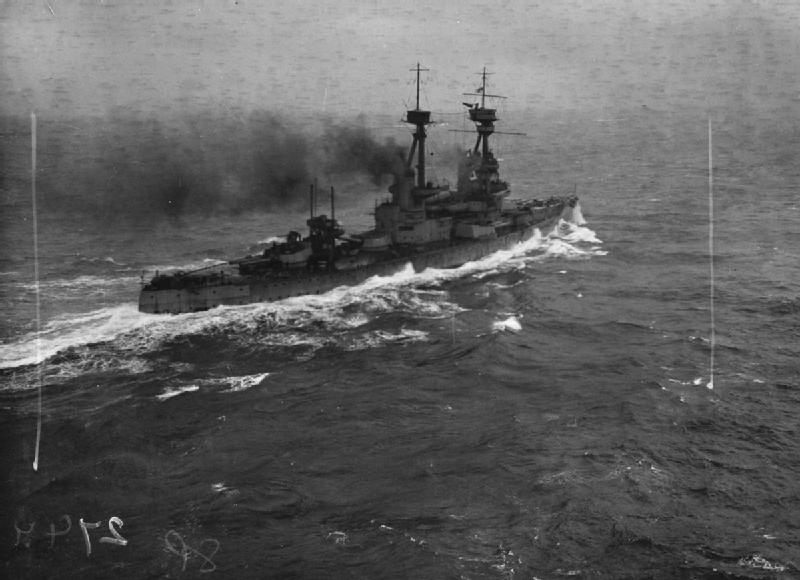
Le cuirassé, navire amiral de Gough-Calthorpe avec lequel il conduit la flotte alliée dans Constantinople en novembre 1918.

Sur le déclenchement de la Première Guerre mondiale en juillet 1914, Somerset Gough-Calthorpe devient commandant de la 2e escadre de croiseurs de la Grand Fleet à bord du croiseur cuirassé HMS Shannon. Élevé chevalier commandeur de l'ordre du Bain le 1er janvier 1916, il devient Deuxième Lord de la Mer en juillet 1916 et amiral commandant la garde côtière et les réserves en décembre 1916. Promu au grade de vice-admiral le 26 avril 1917, il devient commandant en chef de la Mediterranean Fleet à bord du cuirassé HMS Superb en juillet 1917. À ce titre, il établit un système de convois complexe afin de protéger les navires britanniques et alliées en mer de l'attaque de sous-marins ennemis dans la Méditerranée.

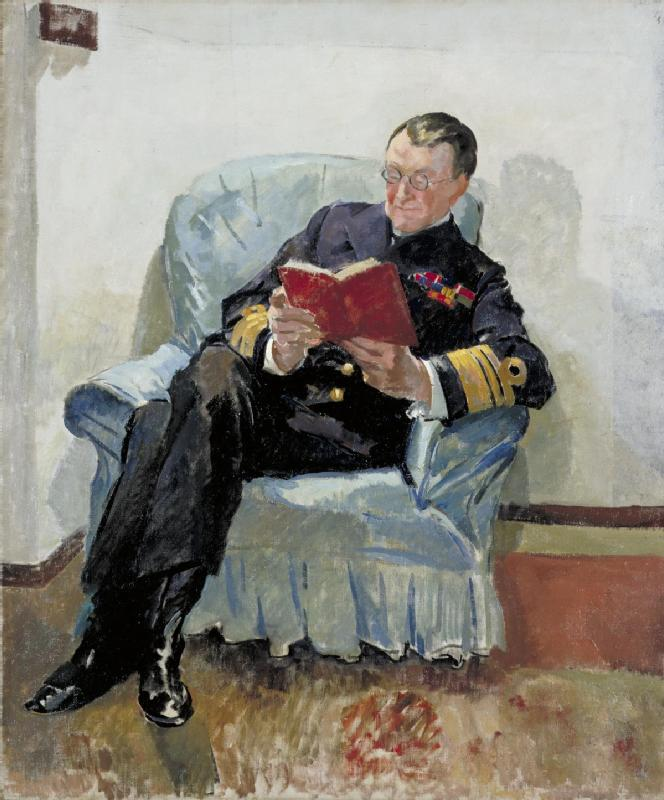
Portrait par Philip Connard de Gough-Calthorpe à bord du HMS Superb à Constantinople en novembre 1918.

Le 30 octobre 1918, il signe l'armistice de Moudros au nom de tous les Alliés, par laquelle l'Empire ottoman reconnaît sa défaite et cesse les hostilités. Georges Clemenceau, chef du gouvernement français, s'est plaint que l'amiral Dominique Gauchet n'a pas assisté à la signature du traité, mais le gouvernement britannique donne son plein appui à Gough-Calthorpe. En novembre 1918, la flotte alliée conduit par le navire amiral de Gough-Calthorpe, le HMS Superb, entre dans Constantinople.

### Après la guerre
À la fin de la guerre, Somerset Gough-Calthorpe devient commissaire britannique dans l'Empire ottoman au cours d'une période d'instabilité politique considérable associé à la partition de l'Empire ottoman et à l'intervention alliée pendant la guerre civile russe. Élevé chevalier grand-croix de l'ordre de Saint-Michel et Saint-Georges le 1er janvier 1919 et promu au grade d'admiral le 31 juillet 1919, il devient commandant en chef de Portsmouth en avril 1920. En juillet 1920, il devient également représentant naval à la commission permanente sur les armements de la Société des Nations.
Gough-Calthorpe est élevé chevalier grand-Croix de l'ordre du Bain le 3 juin 1922, nommé Deputy Lieutenant de l'île de Wight le 14 février 1924 ainsi que First and Principal Naval Aide-de-Camp du roi, le 31 juillet 1924. Promu admiral of the Fleet le 8 mai 1925, il prend sa retraite en mai 1930 et, ayant été nommé Deputy Lieutenant de Southampton le 26 mars 1932, il meurt à son domicile à Ryde sur l'île de Wight le 27 juillet 1937.

## Famille

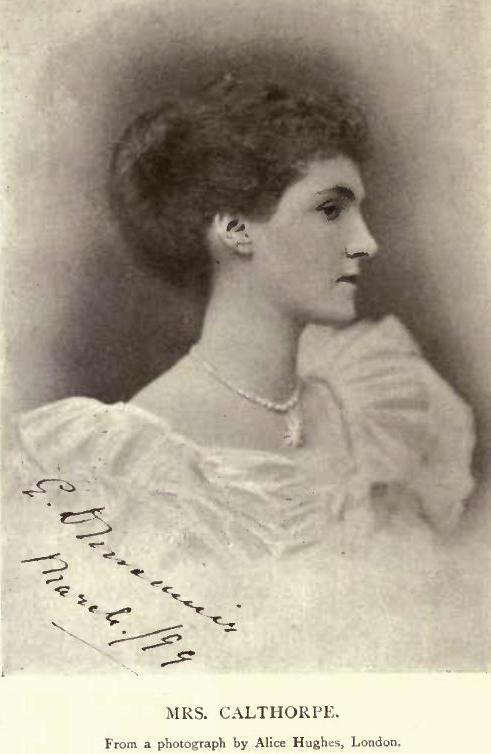
Effie Calthorpe née Dunsmuir.

Somerset Gough-Calthorpe se marie avec Effie Dunsmuir, fille de Robert Dunsmuir, du château de Craigdarroch à Victoria en Colombie-Britannique, et de sa femme, Joanna, fille de Alexander White, de Kilmarnock en Écosse, à St George's Hanover Square à Londres en mars 1900. Ils n'ont pas eu d'enfants.

## Distinctions
- Chevalier grand-croix de l'ordre du Bain – 3 juin 1922[19] (Chevalier commandeur – 1er janvier 1916[13] ; compagnon – 27 septembre 1912[12])
- Chevalier grand-croix de l'ordre de Saint-Michel et Saint-Georges – 1er janvier 1919[15]
- Commandeur de l'ordre royal de Victoria – 2 août 1910[10] (Membre – 25 septembre 1906[9])
- Grand officier de la Légion d'honneur (France) – 12 décembre 1918[25]
- Médaille du Mérite militaire (Grèce) – 16 septembre 1919[26]
- Grand officier de l'ordre des Saints-Maurice-et-Lazare (Italie) – 6 avril 1918[27]
- Grand-croix de l'ordre du Sauveur (Grèce) – 24 mai 1919[28]
- Grand-croix de l'ordre de la Couronne d'Italie (Italie) – 16 septembre 1919[29]